# Caroline Anderson
Caroline Anderson (n. Hong Kong británico ) es una  autora británica de más de 80 novelas románticas contemporáneas publicadas por Mills & Boon (o Harlequin Enterprises Ltd) desde 1991, y de ellas 25 han sido traducidas a español. Se especializa en romances médicos. Fue enfermera, secretaria y profesora. Reside con su marido John y sus 2 hijas: Sarah y Hannah en Suffolk, Inglaterra.

### Novelas independientes
- Relative ethics	1991/11
- Practice makes perfect	1991/12
- Saving Dr. Gregory	1992/04
- A gentle giant	1992/06
- More than time	1992/06
- A perfect hero	1992/08
- Playing the Joker	1992/12
- Raw Deal	1993/01
- Knave of hearts	1993/02
- Just what the Doctor ordered	1993/05
- Second thoughts	1993/10
- The spice of life	1993/10
- Picking up the pieces	1994/02
- A man of honour	1994/03
- Anyone can dream	1994/12
- Once more, with feeling	1994/12
- Role play	1995/02
- Taken for granted	1995/05 (Intercambio de papeles)
- Love without measure	1995/07
- A familiar stranger	1995/08
- That's my baby!	1995/12
- And daughter makes three	1996/01
- One step at a time	1996/01
- The teapot trail: A taste of Cumbria	1996/01
- Tender touch	1996/05
- The real fantasy	1996/08 (Más que una fantasía)
- The ideal choice	1996/09
- If You need me...	1997/02
- Not husband material!	1997/04 (Atrévete a quererme)
- The perfect wife and mother?	1997/05
- A very special need	1997/10
- Just another miracle!	1998/02 (Un trabajo para toda la vida)
- That forever feeling	1998/02 (Por siempre)
- Definitely maybe	1998/06
- Captive heart	1998/08
- A funny thing happened...	1999/01 (Tormenta de amor)
- Sarah's gift	1999/01
- An unexpected bonus	1999/04
- Kids included!	1999/06 (Vacaciones inolvidables)
- Practically perfect	1999/10
- The girl next door	2000/03
- Just say yes!	2000/04 (Basta con decir "sí")
- Making memories	2000/06
- Delivered: One family	2000/09 (Con los brazos abiertos)
- Just a family doctor	2000/10
- Give me forever	2000/12 (Unidos para siempre)
- A mother by nature	2000/12 (Quererte a ti)
- Rescuing Dr. Ryan	2001/02 (Corazón celoso)
- Angel's Christmas	2001/04
- The impetuous bride	2001/04 (Una novia impetuosa)
- Accidental rendezvous	2001/07
- A special kind of woman 2001/08 (Una mujer muy especial en "SIEMPRE HAY TIEMPO")
- The perfect Christmas	2001/10
- The baby question	2002/01 (Tiempo para vivir)
- A very single woman	2002/04 (Solteros)
- Accidental seduction	2002/06
- With this baby... 	2003/05
- The baby bonding	2003/08 (Los lazos más fuertes)
- Chemical reaction	2003/08
- An unexpected bonus	2003/10
- For Christmas, for always	2003/10
- The pregnant tycoon	2004/03 (En busca del amor)
- The baby from nowhere, The	2004/07 (El hijo de nadie)
- Assignment: Christmas	2004/10
- A pregnancy surprise	2004/12
- Holding out for a hero	2005/06
- A bride worth waiting for	2005/11 (Nuevos caminos)
- Maternal instinct	2006/04
- The tycoon's instant family	2006/09 (Construyendo un futuro)
- A wife and child to cherish	2006/12
- His very own wife and child	2007/02

### Assingment: Double destiny(Serie Doble destino)
1. Double destiny	2002/09 (Una vida y dos destinos)
2. Assingment: single man	2002/09 (En sus manos)
3. Assignment: single father	2002/10 (Su otro destino)

### Antologías en colaboración
- Marrying a Doctor (2001) (Betty Neels con Caroline Anderson)
- Prescription Pregnancy (2001) (Caroline Anderson con Marion Lennox y Josie Metcalfe)
- Island Pleasures (2002/04) (Susan Napier y Caroline Anderson)
- Live the Emotion (2003/07) (Adrianne Lee con Caroline Anderson y Julia Byrne)
- The Pregnancy Surprise (2003) (Emma Darcy con Caroline Anderson y Gayle Wilson)
- Angel's Christmas (Caroline Anderson) / Nice and Easy (Josie Metcalfe (2004)
- Christmas Deliveries (2004) (Caroline Anderson con Josie Metcalfe y Sarah Morgan)
- It Takes a Hero (2005/08) (Carol Marinelli con Sarah Morgan y Caroline Anderson)
- The Mills and Boon Collection (2006) (Penny Jordan con Margaret Way y Caroline Anderson)
- Christmas Treasures (2006) (Betty Neels con Caroline Anderson y Helen Brooks)
- Whose Baby? (2007) (Caroline Anderson con Lucy Gordon y Jessica Hart)